# Radek Štěpánek
Radek Štěpánek (* 27. November 1978 in Karviná, damals Tschechoslowakei) ist ein ehemaliger tschechischer Tennisspieler.

## Karriere
Štěpánek begann im Alter von drei Jahren mit dem Tennisspielen, 1996 wurde er Profi. Er bevorzugt den Hartplatz, seine fünf Einzeltitel gewann er allesamt auf diesem Belag.
2003 wurde Štěpánek erstmals in den Top 50 notiert. 2004 erreichte er das Finale des Masters-Turniers von Paris. 2005 war er erstmals die tschechische Nummer 1. 2006 gewann er in Rotterdam sein erstes ATP-Turnier im Einzel. Zudem erreichte er das Finale des Masters-Turniers von Hamburg, die dritte Runde der French Open sowie das Viertelfinale von Wimbledon. Am 10. Juli 2006 war er die Nummer acht der Welt, seine beste Platzierung in der Weltrangliste.
2007 gewann Štěpánek das Turnier von Los Angeles; im Finale bezwang er den US-Amerikaner James Blake mit 7:6, 5:7 und 6:2. Beim Masters-Turnier in Montreal erreichte er das Halbfinale und unterlag dort dem Weltranglistenersten Roger Federer mit 6:7 und 2:6. 2009 gewann er das zum ersten Mal seit 1992 ausgetragene Turnier in Brisbane (er besiegte Fernando Verdasco mit 3:6, 6:3, 6:4) sowie die SAP Open in San José. 2011 konnte er das Turnier von Washington D.C. für sich entscheiden.
Štěpánek hatte sich im Laufe seiner Karriere zu einem erfolgreichen Doppelspieler entwickelt; seine größten Erfolge waren der Gewinn der Australian Open 2012 und der US Open 2013, jeweils mit Leander Paes. Insgesamt konnte er 18 Doppeltitel gewinnen, seine beste Ranglistenposition war Platz vier, die er am 12. November 2012 erreichte. Am 14. November 2017 beendete er seine Karriere.
Zwischen 2017 und 2018 arbeitete er mit Novak Đoković zusammen. Anschließend wechselte er zum Trainerteam von Grigor Dimitrow.

### Davis Cup
2003 debütierte Štěpánek für die tschechische Davis-Cup-Mannschaft. In der Saison 2009 erreichte er mit ihr das Finale, in dem sie in Barcelona Spanien jedoch klar mit 0:5 unterlag. 2012 qualifizierte sich die Mannschaft zum zweiten Mal für das Finale, diesmal in Prag. Erneut war der Gegner Spanien, der mit 3:2 besiegt wurde. Štěpánek trat in allen Saisonbegegnungen gegen Italien, Serbien und Argentinien an. Im Finale gewannen er und Tomáš Berdych die Doppelpartie gegen die amtierenden Weltmeister Marc López und Marcel Granollers, nachdem Štěpánek sein erstes Einzel gegen David Ferrer glatt verloren hatte. Da Berdych sein Auftaktspiel gegen Nicolás Almagro gewann und sein zweites Einzel gegen Ferrer verlor, entschied das fünfte Einzel zwischen Štěpánek und Almagro. Štěpánek gewann die Partie mit 3:1, womit Tschechien erstmals seit 1980 (damals noch als Tschechoslowakei) den Davis Cup gewonnen hatte. In der darauf folgenden Saison konnte die tschechische Mannschaft den Titel verteidigen; im Finale besiegte sie Serbien mit 3:2, Štěpánek gewann das entscheidende Einzel gegen Dušan Lajović klar mit 6:3, 6:1 und 6:1.

## Privat
Štěpánek war mit der Tennisspielerin Martina Hingis verlobt, das Paar trennte sich im August 2007. Mit der Tennisspielerin Nicole Vaidišová war er von Juli 2010 bis Juni 2013 verheiratet. Bis April 2014 datete er die Wimbledon-Siegerin Petra Kvitová für einige Monate. Im Mai 2018 heirateten Štěpánek und Vaidišová, seit 2016 wieder liiert, erneut.
Der tschechische Fußballtorwart Jaromír Blažek ist sein Cousin.

## Erfolge
| Legende (Anzahl der Titel)                         |
| Grand Slam (2)                                     |
| ATP World Tour Finals Tennis Masters Cup (0)       |
| ATP World Tour Masters 1000 ATP Masters Series (2) |
| ATP World Tour 500 International Series Gold (6)   |
| ATP World Tour 250 International Series (13)       |
| ATP Challenger Tour (11)                           |

| Titel nach Belag |
| Sand (5)         |
| Hartplatz (17)   |
| Rasen (0)        |
| Teppich (1)      |

### Einzel

#### Turniersiege

##### ATP World Tour
| Nr. | Datum            | Turnier          | Belag         | Finalgegner       | Ergebnis       |
| --- | ---------------- | ---------------- | ------------- | ----------------- | -------------- |
| 1.  | 26. Februar 2006 | Rotterdam        | Hartplatz (i) | Christophe Rochus | 6:0, 6:3       |
| 2.  | 22. Juli 2007    | Los Angeles      | Hartplatz     | James Blake       | 7:67, 5:7, 6:2 |
| 3.  | 11. Januar 2009  | Brisbane         | Hartplatz     | Fernando Verdasco | 3:6, 6:3, 6:4  |
| 4.  | 15. Februar 2009 | San José         | Hartplatz (i) | Mardy Fish        | 3:6, 6:4, 6:2  |
| 5.  | 7. August 2011   | Washington, D.C. | Hartplatz     | Gaël Monfils      | 6:4, 6:4       |

##### ATP Challenger Tour
| Nr. | Datum              | Turnier       | Belag         | Finalgegner    | Ergebnis  |
| --- | ------------------ | ------------- | ------------- | -------------- | --------- |
| 1.  | 9. August 1998     | Segovia       | Sand          | Alex Rădulescu | 7:5, 7:5  |
| 2.  | 8. Juni 2003       | Prostějov (1) | Sand          | Mariano Puerta | 7:5, 6:3  |
| 3.  | 6. Juni 2004       | Prostějov (2) | Sand          | Michal Tabara  | 7:65, 7:5 |
| 4.  | 8. Juni 2013       | Prostějov (3) | Sand          | Jiří Veselý    | 6:4, 6:2  |
| 5.  | 29. September 2013 | Orléans       | Hartplatz (i) | Leonardo Mayer | 6:3, 6:4  |
| 6.  | 6. Oktober 2013    | Mons          | Hartplatz (i) | Igor Sijsling  | 6:3, 7:5  |

#### Finalteilnahmen
| Nr. | Datum              | Turnier           | Belag         | Finalgegner     | Ergebnis        |
| --- | ------------------ | ----------------- | ------------- | --------------- | --------------- |
| 1.  | 1. November 2004   | Paris             | Teppich (i)   | Marat Safin     | 3:6, 6:75, 3:6  |
| 2.  | 31. Januar 2005    | Mailand           | Teppich (i)   | Robin Söderling | 3:6, 7:62, 6:75 |
| 3.  | 26. September 2005 | Ho-Chi-Minh-Stadt | Hartplatz (i) | Jonas Björkman  | 3:6, 6:74       |
| 4.  | 21. Mai 2006       | Hamburg           | Sand          | Tommy Robredo   | 1:6, 3:6, 3:6   |
| 5.  | 24. Februar 2008   | San José          | Hartplatz     | Andy Roddick    | 4:6, 5:7        |
| 6.  | 22. Februar 2009   | Memphis           | Hartplatz (i) | Andy Roddick    | 5:7, 5:7        |
| 7.  | 10. Januar 2010    | Brisbane          | Hartplatz     | Andy Roddick    | 6:72, 6:77      |

### Doppel

#### Turniersiege

##### ATP World Tour
| Nr. | Datum              | Turnier         | Belag         | Partner                | Finalgegner                    | Ergebnis          |
| --- | ------------------ | --------------- | ------------- | ---------------------- | ------------------------------ | ----------------- |
| 1.  | 3. Mai 1999        | Prag            | Sand          | Martin Damm            | Mark Keil Nicolás Lapentti     | 6:0, 6:2          |
| 2.  | 16. April 2001     | Estoril         | Sand          | Michal Tabara          | Donald Johnson Nenad Zimonjić  | 6:4, 6:1          |
| 3.  | 7. Mai 2001        | München (1)     | Sand          | Petr Luxa              | Jaime Oncins Daniel Orsanic    | 5:7, 6:2, 7:6     |
| 4.  | 15. Oktober 2001   | Wien            | Hartplatz (i) | Martin Damm            | Jiří Novák David Rikl          | 6:3, 6:2          |
| 5.  | 6. Mai 2002        | München (2)     | Sand          | Petr Luxa              | Petr Pála Pavel Vízner         | 6:0, 6:7, [11:9]  |
| 6.  | 3. Februar 2003    | Mailand         | Teppich (i)   | Petr Luxa              | Tomáš Cibulec Pavel Vízner     | 6:4, 7:64         |
| 7.  | 23. Februar 2004   | Rotterdam       | Hartplatz (i) | Paul Hanley            | Jonathan Erlich Andy Ram       | 5:7, 7:65, 7:5    |
| 8.  | 19. Juli 2004      | Stuttgart       | Sand          | Jiří Novák             | Simon Aspelin Todd Perry       | 6:2, 6:4          |
| 9.  | 20. September 2004 | Delray Beach    | Hartplatz     | Leander Paes           | Gastón Etlis Martín Rodríguez  | 6:0, 6:3          |
| 10. | 14. Februar 2005   | Marseille (1)   | Hartplatz (i) | Martin Damm            | Mark Knowles Daniel Nestor     | 7:64, 7:65        |
| 11. | 28. Februar 2005   | Dubai           | Hartplatz     | Martin Damm            | Jonas Björkman Fabrice Santoro | 6:2, 6:4          |
| 12. | 20. Februar 2006   | Marseille (2)   | Hartplatz (i) | Martin Damm            | Mark Knowles Daniel Nestor     | 6:2, 6:76, [10:3] |
| 13. | 16. Februar 2009   | San José        | Hartplatz (i) | Tommy Haas             | Rohan Bopanna Jarkko Nieminen  | 6:2, 6:3          |
| 14. | 28. Januar 2012    | Australian Open | Hartplatz     | Leander Paes           | Bob Bryan Mike Bryan           | 7:61, 6:2         |
| 15. | 1. April 2012      | Miami           | Hartplatz     | Leander Paes           | Daniel Nestor Maks Mirny       | 3:6, 6:1, [10:8]  |
| 16. | 14. Oktober 2012   | Shanghai        | Hartplatz     | Leander Paes           | Mahesh Bhupathi Rohan Bopanna  | 6:77, 6:3, [10:5] |
| 17. | 8. September 2013  | US Open         | Hartplatz     | Leander Paes           | Alexander Peya Bruno Soares    | 6:1, 6:3          |
| 18. | 26. Juli 2015      | Bogotá          | Hartplatz     | Édouard Roger-Vasselin | Mate Pavić Michael Venus       | 7:5, 6:3          |

##### ATP Challenger Tour
| Nr. | Datum             | Turnier    | Belag       | Partner           | Finalgegner                            | Ergebnis   |
| --- | ----------------- | ---------- | ----------- | ----------------- | -------------------------------------- | ---------- |
| 1.  | 8. August 1998    | Segovia    | Hartplatz   | Tomáš Zíb         | José Antonio Conde Rubén Fernández Gil | 6:3, 7:6   |
| 2.  | 11. Oktober 1998  | Tel Aviv   | Hartplatz   | Michal Tabara     | Noam Okun Nir Welgreen                 | 7:6, 6:3   |
| 3.  | 25. Februar 2001  | Chandigarh | Hartplatz   | František Čermák  | Giorgio Galimberti Nir Welgreen        | 6:4, 6:2   |
| 4.  | 18. März 2001     | Magdeburg  | Teppich (i) | Frédéric Niemeyer | Jonathan Erlich Lovro Zovko            | 7:62, 7:63 |
| 5.  | 11. November 2001 | Bratislava | Teppich (i) | Petr Luxa         | František Čermák Ota Fukárek           | 6:4, 6:3   |

#### Finalteilnahmen
| Nr. | Datum              | Turnier              | Belag     | Partner         | Finalgegner                     | Ergebnis          |
| --- | ------------------ | -------------------- | --------- | --------------- | ------------------------------- | ----------------- |
| 1.  | 26. August 2001    | Long Island          | Hartplatz | Leoš Friedl     | Jonathan Stark Kevin Ullyett    | 1:6, 4:6          |
| 2.  | 30. September 2001 | Hongkong             | Hartplatz | Petr Luxa       | Karsten Braasch Andre Sá        | 0:6, 5:7          |
| 3.  | 4. März 2002       | Kopenhagen           | Hartplatz | Jiří Novák      | Julian Knowle Michael Kohlmann  | 6:78, 5:7         |
| 4.  | 8. September 2002  | US Open (1)          | Hartplatz | Jiří Novák      | Mahesh Bhupathi Maks Mirny      | 3:6, 6:3, 4:6     |
| 5.  | 13. Oktober 2002   | Wien                 | Hartplatz | Jiří Novák      | Joshua Eagle Sandon Stolle      | 4:6, 3:6          |
| 6.  | 18. Januar 2004    | Auckland             | Hartplatz | Jiří Novák      | Mahesh Bhupathi Fabrice Santoro | 6:4, 5:7, 3:6     |
| 7.  | 10. Oktober 2004   | Lyon                 | Teppich   | Jonas Björkman  | Jonathan Erlich Andy Ram        | 2:6, 4:6          |
| 8.  | 7. Januar 2007     | Adelaide             | Hartplatz | Novak Đoković   | Wesley Moodie Todd Perry        | 4:6, 6:3, [13:15] |
| 9.  | 4. März 2007       | Dubai                | Hartplatz | Mahesh Bhupathi | Fabrice Santoro Nenad Zimonjić  | 5:7, 7:63, [7:10] |
| 10. | 8. August 2010     | Washington, D.C. (1) | Hartplatz | Tomáš Berdych   | Mardy Fish Mark Knowles         | 6:4, 6:77, [7:10] |
| 11. | 8. September 2012  | US Open (2)          | Hartplatz | Leander Paes    | Bob Bryan Mike Bryan            | 3:6, 4:6          |
| 12. | 7. Oktober 2012    | Tokio                | Hartplatz | Leander Paes    | Alexander Peya Bruno Soares     | 3:6, 6:75         |
| 13. | 4. August 2013     | Washington, D.C. (2) | Hartplatz | Mardy Fish      | Julien Benneteau Nenad Zimonjić | 6:75, 5:7         |
| 14. | 30. Januar 2016    | Australian Open      | Hartplatz | Daniel Nestor   | Jamie Murray Bruno Soares       | 6:2, 4:6, 5:7     |
| 15. | 7. Januar 2017     | Doha                 | Hartplatz | Vasek Pospisil  | Jérémy Chardy Fabrice Martin    | 4:6, 6:73         |